# Johan Erik Lindh

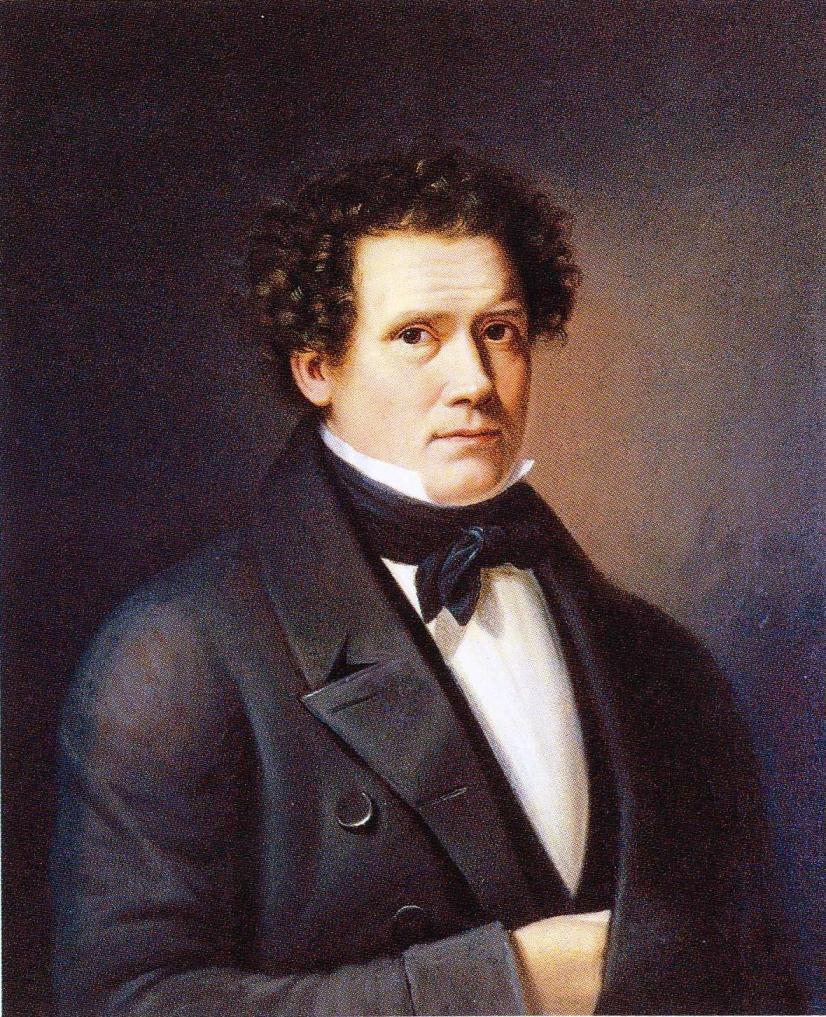
Selbstporträt Johan Erik Lindh

Johan Erik Lindh (* 11. Oktober 1793 in Roslagen; † 21. Januar 1865 in Helsinki) war ein schwedischer Maler, der vorwiegend in Finnland wirkte.

## Leben
Johan Erik Lindh war Sohn eines Soldaten. Er studierte bis 1814 an der Schwedischen Kunstakademie und sammelte danach in der Werkstatt eines Malers weitere Erfahrungen. 1817 ging er nach Kokkola und schmückte das dortige Gerichtsgebäude mit Malereien aus. 1827 begab er sich von Turku nach Helsinki. Während der 1830er Jahre war er dort einer der wenigen Künstler, die von ihrer Kunst leben konnten. 1847 wurden seine Werke erstmals ausgestellt.
Er schuf Gemälde für die Kirchen in Kokkola, Oravais und Tenala. Heute ist er vor allem durch seine Porträtgemälde bekannt. Werke von ihm finden sich im Finnischen Nationalmuseum, im Städtischen Kunstmuseum Helsinki und im Historischen Museum Turku.

## Werke (Auszug)

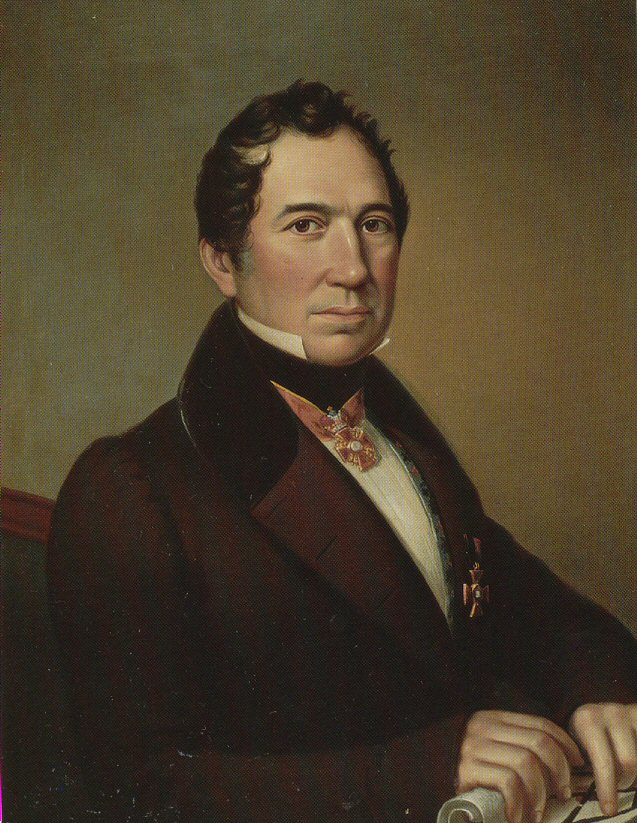
Porträt des Johan Carl Ludvig Engel
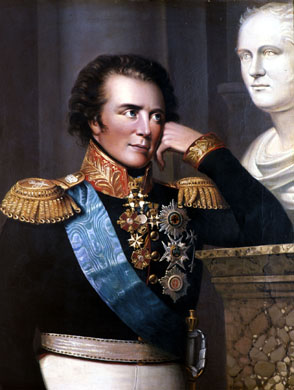
Porträt des Gustaf Mauritz Armfelt, nach Carl Frederik von Breda, 1845
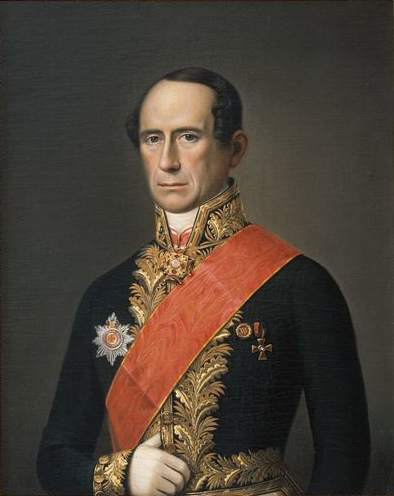
Porträt des Carl Gustaf Mannerheim, 1849–1851
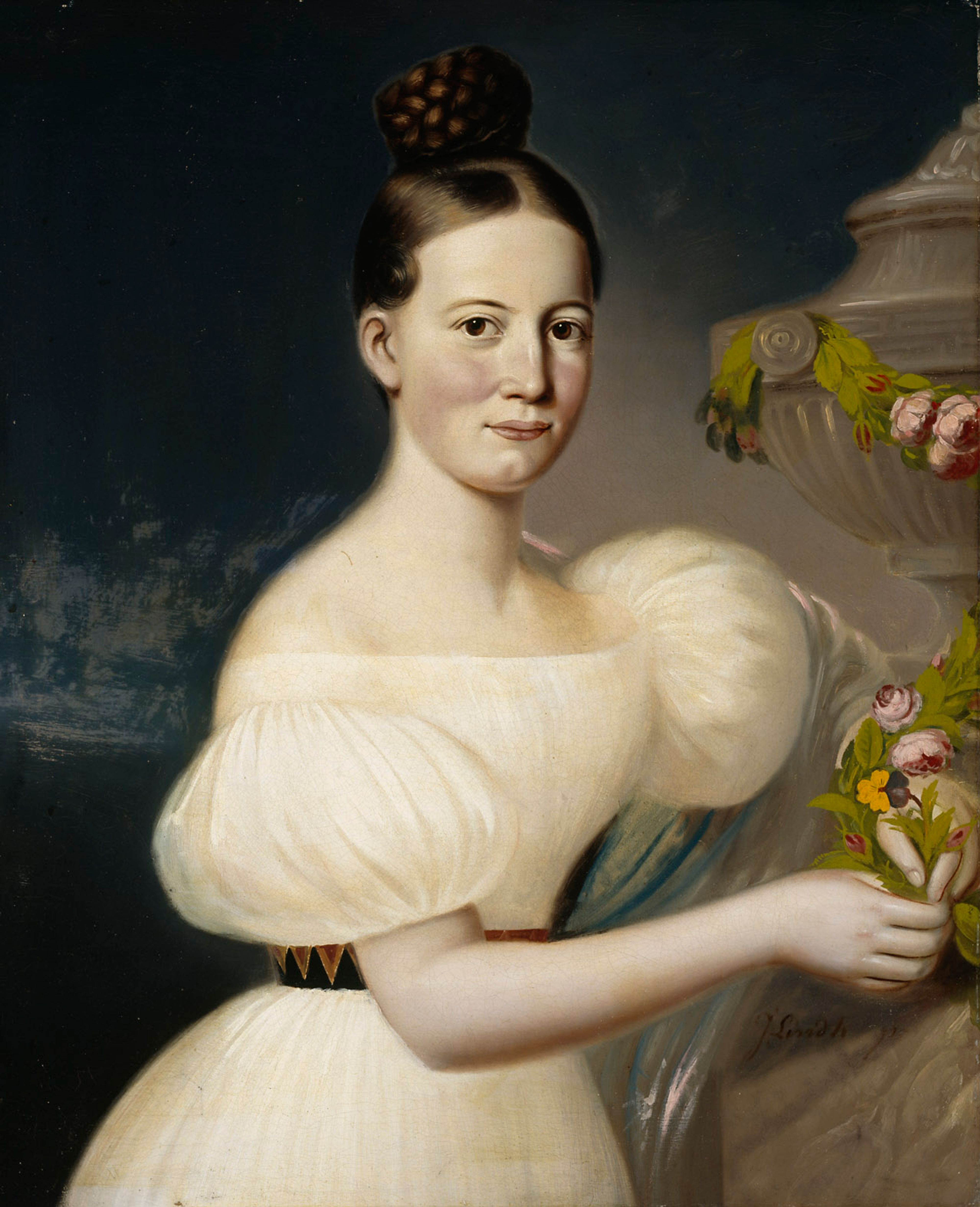
Porträt der Eva Törngren
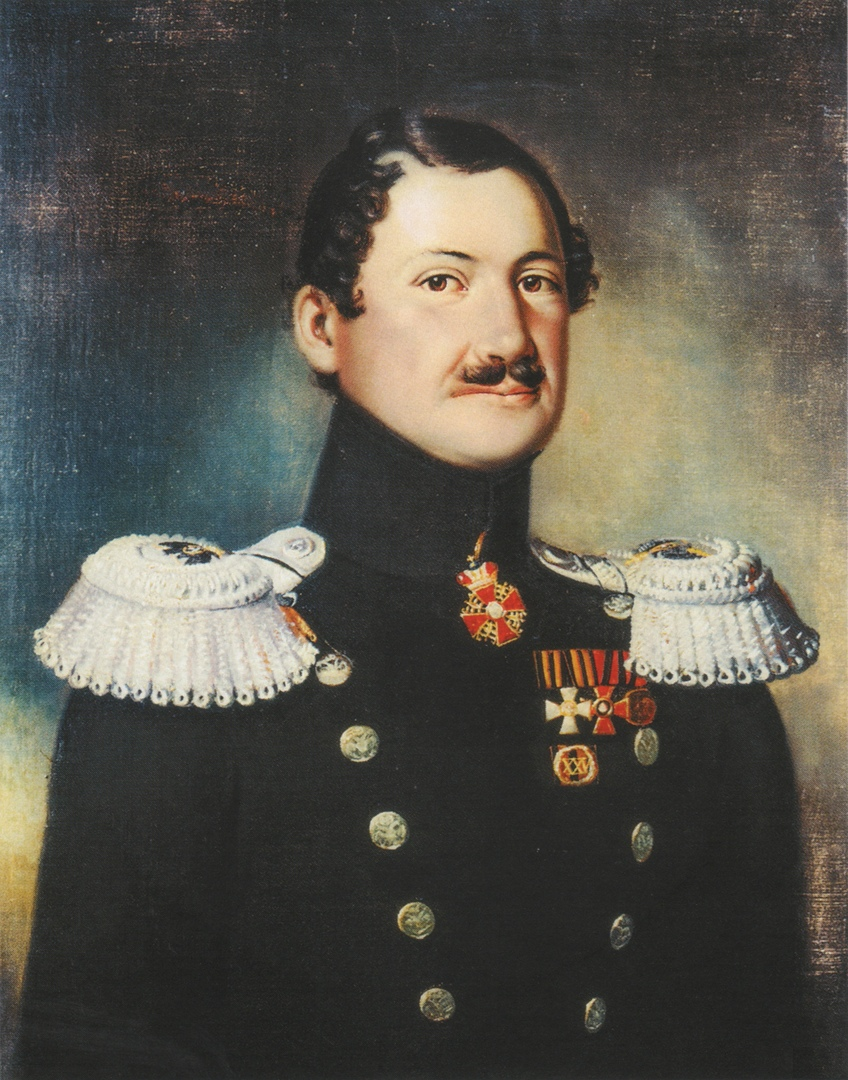
Porträt des Alexander Franzewitsch von Reineke, um 1840